# Acacia solenota
Acacia solenota är en ärtväxtart som beskrevs av Leslie Pedley. Acacia solenota ingår i släktet akacior, och familjen ärtväxter. Inga underarter finns listade i Catalogue of Life.